# It All Came Out in the Wash
It All Came Out in the Wash è un cortometraggio muto del 1912 diretto e interpretato da Maurice Costello.

## Produzione
Il film fu prodotto dalla Vitagraph Company of America.

## Distribuzione
Distribuito dalla General Film Company, il film - un cortometraggio di 142 metri - uscì nelle sale cinematografiche statunitensi il 24 dicembre 1912. Nel Regno Unito, venne distribuito il 12 aprile 1913.
Nelle proiezioni, veniva programmato con il sistema dello split reel, accorpato in un'unica bobina con un altro cortometraggio prodotto dalla Vitagraph, la commedia Ida's Christmas.